# Pool's Cove
Pool's Cove es un pueblo canadiense situado en la provincia de Terranova y Labrador.

## Superficie
Pool's Cove tiene una superficie de 2,65 km².

## Demografía
En 2021, tenía 143 habitantes, una densidad poblacional de 54,1 hab./km², y 75 viviendas.